# Dreiband-Weltmeisterschaft für Nationalmannschaften 2000
Die Dreiband-Weltmeisterschaft für Nationalmannschaften 2000 war die 14. Auflage dieses Turniers, das seit 1981 in der Regel jährlich in der Billardvariante Dreiband ausgetragen wird. Sie fand vom 17. bis zum 20. Februar 2000 in Viersen statt. 

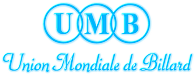
Logo UMB (ausrichtender Verband)

Veranstaltungsort: Viersen

## Turnierkommentar
Dänemark siegte gegen Belgien im Spiel um Platz 3. Schweden wurde zum dritten Mal Mannschafts-Weltmeister. Zum ersten Mal war Süd-Korea dabei und löste in Zukunft Japan als stärkste Karambolnation Asiens ab. Zum zweiten Mal nach der ersten Mannschafts-WM nahm die Billardlegende Raymond Ceulemans wieder am Turnier teil.

## Spielmodus
Es nahmen 24 Mannschaften am Turnier teil. Jedes Team bestand aus zwei Spielern. Gespielt wurde in acht 3er Gruppen A bis H. Die acht Gruppensieger kamen ins Viertelfinale. Der 3. Platz wurde ausgespielt. In den Gruppenspielen wurde auf zwei Gewinnsätze (Best of 3) und ab dem Viertelfinale auf drei Gewinnsätze (Best of 5) gespielt. 
Bei Punktegleichstand wird wie folgt gewertet:
1. Matchpunkte (MP)
2. Satzverhältnis (SV)
3. Mannschafts-Generaldurchschnitt (MGD)

## Teilnehmer
| Nation             | Gruppe | Spieler 1            | Spieler 2              |
| ------------------ | ------ | -------------------- | ---------------------- |
| Ägypten            | G      | Mohamed Zayed        | Ihab El Messery        |
| Argentinien        | B      | Luis Corbalan        | ? Callejas             |
| Belgien            | F      | Raymond Ceulemans    | Eddy Merckx            |
| Dänemark           | G      | Dion Nelin           | Jacob Haack-Sörensen   |
| Deutschland A      | C      | Martin Horn          | Christian Rudolph      |
| Deutschland B      | E      | Jens Eggers          | Uwe Kerls              |
| Frankreich         | G      | Jean-Christophe Roux | Fabrice Puigvert       |
| Griechenland       | B      | George Sakkas        | Nikos Polychronopoulos |
| Italien            | F      | Salvatore Papa       | ? Tagliavia            |
| Japan              | E      | Nobuaki Kobayashi    | Akio Shimada           |
| Jordanien          | C      | Hani Khoury          | Mojed Haddadin         |
| Südkorea           | F      | Lee Hong-ki          | Kim Suk-yoon           |
| Mexiko A           | C      | Roberto Rojas        | Rodolfo Covarrubias    |
| Mexiko B           | D      | Gilberto Avalos      | Jorge Baron            |
| Niederlande A      | A      | Dick Jaspers         | Raimond Burgman        |
| Niederlande B      | H      | Henk Habraken        | Arie Weijenburg        |
| Österreich         | A      | Andreas Efler        | Franz Stenzel          |
| Peru               | H      | Ramon Rodriguez      | Maximo Aguirre         |
| Portugal           | H      | Jorge Theriaga       | Manuel Rui Costa       |
| Schweden           | B      | Torbjörn Blomdahl    | Michael Nilsson        |
| Schweiz            | A      | Jan Niederlander     | André Burgener         |
| Spanien            | H      | Daniel Sánchez       | Juan Villora           |
| Türkei             | D      | Semih Saygıner       | Adnan Yüksel           |
| Vereinigte Staaten | E      | Sang Chun Lee        | Carlos Hallon          |

## Gruppenphase
Die Gruppenersten erreichten das Viertelfinale.

### Gruppe A
| Platz | Nation        | Sp. | G-U-V | MP  | SV  | MGD   | BEMD  |
| ----- | ------------- | --- | ----- | --- | --- | ----- | ----- |
| 1     | Niederlande A | 2   | 1-1-0 | 3:1 | 7:2 | 1,411 | 1,621 |
| 2     | Österreich    | 2   | 1-1-0 | 3:1 | 6:4 | 1,007 | 1,170 |
| 3     | Schweiz       | 2   | 0-0-2 | 0:4 | 1:8 | 0,592 | -     |

| Datum            | Nation 1      | MGD   | MP  | SV  | MGD   | Nation 2      |
| ---------------- | ------------- | ----- | --- | --- | ----- | ------------- |
| 17. Februar 2000 | Österreich    | 0,912 | 2:0 | 4:1 | 0,602 | Schweiz       |
| 18. Februar 2000 | Schweiz       | 0,571 | 0:2 | 0:4 | 1,621 | Niederlande A |
| 18. Februar 2000 | Niederlande A | 1,250 | 1:1 | 3:2 | 1,170 | Österreich    |

### Gruppe B
| Platz | Nation       | Sp. | G-U-V | MP  | SV  | MGD   | BEMD  |
| ----- | ------------ | --- | ----- | --- | --- | ----- | ----- |
| 1     | Schweden     | 2   | 1-1-0 | 3:1 | 7:2 | 1,423 | 1,714 |
| 2     | Argentinien  | 2   | 1-0-1 | 2:2 | 4:5 | 1,190 | 1,294 |
| 3     | Griechenland | 2   | 0-1-1 | 1:3 | 3:7 | 1,112 | 1,157 |

| Datum            | Nation 1     | MGD   | MP  | SV  | MGD   | Nation 2     |
| ---------------- | ------------ | ----- | --- | --- | ----- | ------------ |
| 17. Februar 2000 | Griechenland | 1,060 | 0:2 | 1:4 | 1,294 | Argentinien  |
| 18. Februar 2000 | Schweden     | 1,245 | 1:1 | 3:2 | 1,157 | Griechenland |
| 18. Februar 2000 | Argentinien  | 1,030 | 0:2 | 0:4 | 1,714 | Schweden     |

### Gruppe C
| Platz | Nation        | Sp. | G-U-V | MP  | SV  | MGD   | BEMD  |
| ----- | ------------- | --- | ----- | --- | --- | ----- | ----- |
| 1     | Deutschland A | 2   | 1-1-0 | 3:1 | 7:3 | 1,120 | 1,304 |
| 2     | Mexiko A      | 2   | 1-1-0 | 3:1 | 7:3 | 0,977 | 1,153 |
| 3     | Jordanien     | 2   | 0-0-2 | 0:4 | 0:8 | 0,457 | -     |

| Datum            | Nation 1      | MGD   | MP  | SV  | MGD   | Nation 2      |
| ---------------- | ------------- | ----- | --- | --- | ----- | ------------- |
| 17. Februar 2000 | Mexiko A      | 1,153 | 2:0 | 4:0 | 0,420 | Jordanien     |
| 18. Februar 2000 | Jordanien     | 0,500 | 0:2 | 0:4 | 1,304 | Deutschland A |
| 18. Februar 2000 | Deutschland A | 1,012 | 1:1 | 3:3 | 0,860 | Mexiko A      |

### Gruppe D
| Platz | Nation   | Sp. | G-U-V | MP  | SV  | MGD   | BEMD  |
| ----- | -------- | --- | ----- | --- | --- | ----- | ----- |
| 1     | Türkei   | 2   | 1-1-0 | 3:1 | 6:3 | 1,073 | 1,109 |
| 2     | Mexiko B | 2   | 0-2-0 | 2:2 | 5:4 | 1,060 | 1,088 |
| 3     | Portugal | 2   | 0-1-1 | 1:3 | 3:7 | 0,881 | 0,909 |

| Datum            | Nation 1 | MGD   | MP  | SV  | MGD   | Nation 2 |
| ---------------- | -------- | ----- | --- | --- | ----- | -------- |
| 17. Februar 2000 | Mexiko B | 1,088 | 1:1 | 2:2 | 1,022 | Türkei   |
| 18. Februar 2000 | Türkei   | 1,109 | 2:0 | 4:1 | 0,857 | Portugal |
| 18. Februar 2000 | Portugal | 0,909 | 1:1 | 2:3 | 1,036 | Mexiko B |

### Gruppe E
| Platz | Nation             | Sp. | G-U-V | MP  | SV  | MGD   | BEMD  |
| ----- | ------------------ | --- | ----- | --- | --- | ----- | ----- |
| 1     | Vereinigte Staaten | 2   | 1-1-0 | 3:1 | 7:3 | 1,120 | 1,476 |
| 2     | Deutschland B      | 2   | 1-0-1 | 2:2 | 6:4 | 0,983 | 1,276 |
| 3     | Japan              | 2   | 0-1-1 | 1:3 | 2:7 | 1,275 | 1,357 |

| Datum            | Nation 1           | MGD   | MP  | SV  | MGD   | Nation 2           |
| ---------------- | ------------------ | ----- | --- | --- | ----- | ------------------ |
| 17. Februar 2000 | Vereinigte Staaten | 1,027 | 2:0 | 4:2 | 0,788 | Deutschland B      |
| 18. Februar 2000 | Deutschland B      | 1,276 | 2:0 | 4:0 | 1,200 | Japan              |
| 19. Februar 2000 | Japan              | 1,357 | 1:1 | 2:3 | 1,476 | Vereinigte Staaten |

### Gruppe F
| Platz | Nation   | Sp. | G-U-V | MP  | SV  | MGD   | BEMD  |
| ----- | -------- | --- | ----- | --- | --- | ----- | ----- |
| 1     | Belgien  | 2   | 1-1-0 | 3:1 | 6:2 | 1,217 | 1,538 |
| 2     | Südkorea | 2   | 1-0-1 | 2:2 | 4:5 | 0,788 | 0,851 |
| 3     | Italien  | 2   | 0-1-1 | 1:3 | 3:6 | 0,669 | 0,830 |

| Datum            | Nation 1 | MGD   | MP  | SV  | MGD   | Nation 2 |
| ---------------- | -------- | ----- | --- | --- | ----- | -------- |
| 17. Februar 2000 | Italien  | 0,562 | 0:2 | 1:4 | 0,851 | Südkorea |
| 18. Februar 2000 | Belgien  | 0,981 | 1:1 | 2:2 | 0,830 | Italien  |
| 19. Februar 2000 | Südkorea | 0,648 | 0:2 | 0:4 | 1,538 | Belgien  |

### Gruppe G
| Platz | Nation     | Sp. | G-U-V | MP  | SV  | MGD   | BEMD  |
| ----- | ---------- | --- | ----- | --- | --- | ----- | ----- |
| 1     | Dänemark   | 2   | 2-0-0 | 4:0 | 8:1 | 1,264 | 1,276 |
| 2     | Frankreich | 2   | 0-1-1 | 1:3 | 3:6 | 0,924 | 0,903 |
| 3     | Ägypten    | 2   | 0-1-1 | 1:3 | 2:6 | 0,670 | 0,692 |

| Datum            | Nation 1   | MGD   | MP  | SV  | MGD   | Nation 2   |
| ---------------- | ---------- | ----- | --- | --- | ----- | ---------- |
| 17. Februar 2000 | Dänemark   | 1,276 | 2:0 | 4:0 | 0,644 | Ägypten    |
| 18. Februar 2000 | Ägypten    | 0,692 | 1:1 | 2:2 | 0,903 | Frankreich |
| 19. Februar 2000 | Frankreich | 0,944 | 0:2 | 1:4 | 1,254 | Dänemark   |

### Gruppe H
| Platz | Nation        | Sp. | G-U-V | MP  | SV  | MGD   | BEMD  |
| ----- | ------------- | --- | ----- | --- | --- | ----- | ----- |
| 1     | Peru          | 2   | 0-2-0 | 2:2 | 6:5 | 1,059 | 1,069 |
| 2     | Spanien       | 2   | 0-2-0 | 2:2 | 6:6 | 1,121 | 1,150 |
| 3     | Niederlande B | 2   | 0-2-0 | 2:2 | 5:6 | 0,930 | 0,951 |

| Datum            | Nation 1      | MGD   | MP  | SV  | MGD   | Nation 2      |
| ---------------- | ------------- | ----- | --- | --- | ----- | ------------- |
| 17. Februar 2000 | Spanien       | 1,089 | 1:1 | 3:3 | 0,910 | Niederlande B |
| 18. Februar 2000 | Niederlande B | 0,951 | 1:1 | 2:3 | 1,048 | Peru          |
| 19. Februar 2000 | Peru          | 1,069 | 1:1 | 3:3 | 1,150 | Spanien       |

## Finalrunde
|  | Viertelfinale Best of 5 | Viertelfinale Best of 5 |                  |                  | Halbfinale Best of 5 | Halbfinale Best of 5 |  |  | Finale Best of 5 | Finale Best of 5 |
|  |                         |                         |                  |                  |                      |                      |  |  |                  |                  |
|  | 19. Februar 2000        |                         |                  |                  |                      |                      |  |  |                  |                  |
|  | Schweden                | 1:1/5:3/1,500           |                  |                  |                      |                      |  |  |                  |                  |
|  | Schweden                | 1:1/5:3/1,500           | 20. Februar 2000 |                  |                      |                      |  |  |                  |                  |
|  | Türkei                  | 1:1/3:5/1,291           |                  |                  |                      |                      |  |  |                  |                  |
|  | Türkei                  | 1:1/3:5/1,291           | Schweden         | 2:0/6:1/1,464    |                      |                      |  |  |                  |                  |
|  |                         |                         | Schweden         | 2:0/6:1/1,464    |                      |                      |  |  |                  |                  |
|  |                         | Dänemark                | 0:2/1:6/1,159    |                  |                      |                      |  |  |                  |                  |
|  | Dänemark                | Dänemark                | 0:2/1:6/1,159    | 1:1/5:4/1,172    |                      |                      |  |  |                  |                  |
|  | Dänemark                |                         |                  | 1:1/5:4/1,172    |                      |                      |  |  |                  |                  |
|  | Peru                    | 1:1/4:5/1,139           |                  | 20. Februar 2000 | 20. Februar 2000     |                      |  |  |                  |                  |
|  | 19. Februar 2000        | 19. Februar 2000        | Schweden         | 2:0/5:1/2,069    |                      |                      |  |  |                  |                  |
|  | 19. Februar 2000        | 19. Februar 2000        |                  | Niederlande A    | 0:2/1:5/1,450        |                      |  |  |                  |                  |
|  | Niederlande A           | 1:1/4:3/1,338           |                  |                  |                      |                      |  |  |                  |                  |
|  | Vereinigte Staaten      | 1:1/3:4/1,396           |                  |                  |                      |                      |  |  |                  |                  |
|  | Vereinigte Staaten      | 1:1/3:4/1,396           | Niederlande A    | 1:1/4:2/1,547    |                      |                      |  |  |                  |                  |
|  |                         |                         | Niederlande A    | 1:1/4:2/1,547    | Spiel um Platz 3     |                      |  |  |                  |                  |
|  |                         | Belgien                 | 1:1/2:4/1,339    |                  |                      |                      |  |  |                  |                  |
|  | Belgien                 | Belgien                 | 1:1/2:4/1,339    | 1:1/5:3/1,414    | Dänemark             | 1:1/3:2/1,272        |  |  |                  |                  |
|  | Belgien                 | 20. Februar 2000        |                  | 1:1/5:3/1,414    | Dänemark             | 1:1/3:2/1,272        |  |  |                  |                  |
|  | Deutschland A           | 1:1/3:5/1,214           |                  | Belgien          | 1:1/2:3/1,386        |                      |  |  |                  |                  |
|  | Deutschland A           | 1:1/3:5/1,214           |                  |                  | 1:1/2:3/1,386        |                      |  |  |                  |                  |
|  | 19. Februar 2000        | 19. Februar 2000        |                  |                  |                      |                      |  |  | 20. Februar 2000 | 20. Februar 2000 |

## Abschlusstabelle
| MP    | Match Punkte (Sieger = 2; Unentschieden = 1; Verlierer = 0) |
| SV    | Satzverhältnis (nur bei Turnieren im Satzsystem)            |
| Pkte. | Erzielte Karambolagen                                       |
| Aufn. | benötigte Aufnahmen                                         |
| GD    | Generaldurchschnitt                                         |
| MGD   | Mannschafts-Generaldurchschnitt                             |
| BED   | Bester Einzeldurchschnitt eines Spielers                    |
| BEMD  | Bester Einzeldurchschnitt einer Mannschaft                  |
| BSD   | Bester Satzdurchschnitt eines Spielers                      |
| HS    | Höchstserie                                                 |
| WRP   | Weltranglistenpunkte                                        |

| Phase           | Platz | Nation             | SP | G-U-V | MP  | PP  | SV    | Pkt. | Aufn. | MGD   | BEMD  |
| --------------- | ----- | ------------------ | -- | ----- | --- | --- | ----- | ---- | ----- | ----- | ----- |
| Finale          | 1     | Schweden           | 5  | 4-1-0 | 9:1 | 9:1 | 23:7  | 435  | 280   | 1,553 | 2,069 |
| Finale          | 2     | Niederlande A      | 5  | 3-1-1 | 7:3 | 7:3 | 16:12 | 339  | 237   | 1,430 | 1,621 |
| Halb- finale    | 3     | Dänemark           | 5  | 4-0-1 | 8:2 | 8:2 | 17:13 | 374  | 308   | 1,214 | 1,276 |
| Halb- finale    | 4     | Belgien            | 5  | 2-0-3 | 4:6 | 5:5 | 15:12 | 343  | 259   | 1,324 | 1,538 |
| Viertel- finale | 5     | Vereinigte Staaten | 3  | 1-1-1 | 3:3 | 3:3 | 10:8  | 217  | 172   | 1,261 | 1,476 |
| Viertel- finale | 6     | Deutschland A      | 3  | 1-1-1 | 3:3 | 3:3 | 10:8  | 225  | 195   | 1,153 | 1,304 |
| Viertel- finale | 7     | Türkei             | 3  | 1-1-1 | 3:3 | 3:3 | 9:8   | 210  | 181   | 1,160 | 1,291 |
| Viertel- finale | 8     | Peru               | 3  | 0-2-1 | 2:4 | 2:4 | 10:10 | 248  | 227   | 1,092 | 1,139 |
| Gruppen- phase  | 9     | Mexiko A           | 2  | 1-1-0 | 3:1 | 3:1 | 7:3   | 128  | 131   | 0,977 | 1,153 |
| Gruppen- phase  | 10    | Österreich         | 2  | 1-1-0 | 3:1 | 3:1 | 6:4   | 128  | 127   | 1,007 | 1,170 |
| Gruppen- phase  | 11    | Deutschland B      | 2  | 1-0-1 | 2:2 | 2:2 | 6:4   | 116  | 118   | 0,983 | 1,276 |
| Gruppen- phase  | 12    | Mexiko B           | 2  | 0-2-0 | 2:2 | 2:2 | 5:4   | 106  | 100   | 1,060 | 1,088 |
| Gruppen- phase  | 13    | Spanien            | 2  | 0-2-2 | 2:2 | 2:2 | 6:6   | 157  | 140   | 1,121 | 1,150 |
| Gruppen- phase  | 14    | Argentinien        | 2  | 1-0-1 | 2:2 | 2:2 | 4:5   | 100  | 84    | 1,190 | 1,294 |
| Gruppen- phase  | 15    | Südkorea           | 2  | 1-0-1 | 2:2 | 2:2 | 4:5   | 93   | 118   | 0,788 | 0,851 |
| Gruppen- phase  | 16    | Frankreich         | 2  | 0-1-1 | 1:3 | 1:3 | 3:6   | 98   | 106   | 0,924 | 0,903 |
| Gruppen- phase  | 17    | Niederlande B      | 2  | 0-2-0 | 2:2 | 2:2 | 5:6   | 120  | 129   | 0,930 | 0,951 |
| Gruppen- phase  | 18    | Italien            | 2  | 0-1-1 | 1:3 | 1:3 | 3:6   | 89   | 133   | 0,669 | 0,830 |
| Gruppen- phase  | 19    | Griechenland       | 2  | 0-1-1 | 1:3 | 1:3 | 3:7   | 119  | 107   | 1,112 | 1,157 |
| Gruppen- phase  | 20    | Portugal           | 2  | 0-1-1 | 1:3 | 1:3 | 3:7   | 104  | 118   | 0,881 | 0,909 |
| Gruppen- phase  | 21    | Ägypten            | 2  | 0-1-1 | 1:3 | 1:3 | 2:6   | 65   | 97    | 0,670 | 0,692 |
| Gruppen- phase  | 22    | Japan              | 2  | 0-1-1 | 1:3 | 1:3 | 2:7   | 111  | 87    | 1,275 | 1,357 |
| Gruppen- phase  | 23    | Schweiz            | 2  | 0-0-2 | 0:4 | 0:4 | 0:8   | 67   | 113   | 0,592 | –     |
| Gruppen- phase  | 24    | Jordanien          | 2  | 0-0-2 | 0:4 | 0:4 | 0:8   | 43   | 94    | 0,457 | –     |